# Meiningen
Meiningen este o localitate în districtul Schmalkalden-Meiningen, landul Thüringen, Germania.

## Geografie

### Climat
| Date climatice pentru Meiningen | Date climatice pentru Meiningen | Date climatice pentru Meiningen | Date climatice pentru Meiningen | Date climatice pentru Meiningen | Date climatice pentru Meiningen | Date climatice pentru Meiningen | Date climatice pentru Meiningen | Date climatice pentru Meiningen | Date climatice pentru Meiningen | Date climatice pentru Meiningen | Date climatice pentru Meiningen | Date climatice pentru Meiningen | Date climatice pentru Meiningen |
| Luna                            | Ian                             | Feb                             | Mar                             | Apr                             | Mai                             | Iun                             | Iul                             | Aug                             | Sep                             | Oct                             | Nov                             | Dec                             | Anual                           |
| ------------------------------- | ------------------------------- | ------------------------------- | ------------------------------- | ------------------------------- | ------------------------------- | ------------------------------- | ------------------------------- | ------------------------------- | ------------------------------- | ------------------------------- | ------------------------------- | ------------------------------- | ------------------------------- |
| Maxima medie °C (°F)            | 1.2 (34,2)                      | 2.6 (36,7)                      | 7.4 (45,3)                      | 12.4 (54,3)                     | 17.1 (62,8)                     | 19.8 (67,6)                     | 22.2 (72)                       | 22.0 (71,6)                     | 17.5 (63,5)                     | 11.8 (53,2)                     | 5.5 (41,9)                      | 2.2 (36)                        | 11,8 (53,2)                     |
| Media zilnică °C (°F)           | −1.1 (30)                       | −0.3 (31,5)                     | 3.6 (38,5)                      | 7.7 (45,9)                      | 12.2 (54)                       | 15.0 (59)                       | 17.2 (63)                       | 17.0 (62,6)                     | 13.1 (55,6)                     | 8.3 (46,9)                      | 3.1 (37,6)                      | 0.0 (32)                        | 8,0 (46,4)                      |
| Minima medie °C (°F)            | −3.5 (25,7)                     | −3.3 (26,1)                     | −0.1 (31,8)                     | 3.0 (37,4)                      | 7.2 (45)                        | 10.2 (50,4)                     | 12.2 (54)                       | 11.9 (53,4)                     | 8.6 (47,5)                      | 4.8 (40,6)                      | 0.8 (33,4)                      | −2.1 (28,2)                     | 4,1 (39,4)                      |
| Minima istorică °C (°F)         | −20.4 (−4.7)                    | −19.2 (−2.6)                    | −19.1 (−2.4)                    | −10.7 (12,7)                    | −3 (26,6)                       | 1.1 (34)                        | 4.2 (39,6)                      | 2.4 (36,3)                      | −1.2 (29,8)                     | −6.8 (19,8)                     | −13.3 (8,1)                     | −18.9 (−2.0)                    | −20,4 (−4,7)                    |
| Precipitații mm (inches)        | 54.1 (2.13)                     | 39.5 (1.555)                    | 46.9 (1.846)                    | 40.8 (1.606)                    | 59.5 (2.343)                    | 64.5 (2.539)                    | 72.9 (2.87)                     | 59.1 (2.327)                    | 54.4 (2.142)                    | 52.1 (2.051)                    | 54.8 (2.157)                    | 60.9 (2.398)                    | 659,5 (25,965)                  |
| Sursă: wetterlabs.de: Meiningen |                                 |                                 |                                 |                                 |                                 |                                 |                                 |                                 |                                 |                                 |                                 |                                 |                                 |

## Personalități născute aici
- Adelaide de Saxa-Meiningen (1792 - 1849), soția lui William al IV-lea al Regatului Unit.

1. ↑  Alle politisch selbständigen Gemeinden mit ausgewählten Merkmalen am 31.12.2018 (4. Quartal) (în germană), Statistisches Bundesamt[*], arhivat din original la 10 martie 2019, accesat în 10 martie 2019